# خضرة إسماعيل غيد
خضرة إسماعيل الحاج غيد سياسية صومالية تشغل حاليًا منصب نائبة عمدة مقاطعة جابيلي (Gabiley).

## سيرة حياتها
بدأت مسيرتها السياسية بالالتحاق بحزب التنمية والسلام والوحدة سنة 2002، وتم تنصيبها عام 2011 كعمدة لمقاطعة جابيلي من قبل وزير الداخلية. تعد غيد العمدة السابعة للمقاطعة منذ عام 1991، والمرأة الأولى التي تشغل هذا المنصب بالصومال. شغلت غيد العديد من المناصب قبل أن يتم انتخابها كعمدة للمقاطعة، فعلمت كضوة في المجلس لمدة أربع سنوات ثم كنائبة للعمدة لست سنوات.
تم إزالة غيد من منصب العمدة في مارس 2012 بعد تصويت بعدم الثقة من قبل مجلس مدينة جابيلي، وإعادة انتخابها كنائبة للعمدة مرة أخرى.